# Subhyracodon
Subhyracodon – wymarły gatunek ssaka z rodziny nosorożcowatych. Osiągał rozmiary dzisiejszej krowy, był więc roślinożercą średniej wielkości. Zamieszkiwał około 33 milionów lat temu wczesnooligoceńską Dakotę Południową. Większe od niego był jedynie rodzaj Brontops i chalikoteria. Nie posiadał rogów, polegając na swej szybkości podczas ucieczki. Jedynie gatunki odnalezione w Parku Narodowym Wind Cave posiadały parę kostnych krawędzi nad nosem.